# Víctor Morales Corrales
Víctor Morales Corrales (Lima, 12 de diciembre de 1943- Lima, 16 de agosto de 2022). Formó parte del Primer claustro (conformado por 9 profesores) con el que la Universidad de Piura (UDEP) inició sus actividades académicas el 29 de abril de 1969.

## Biografía
Fue el segundo rector de la Universidad de Piura (UDEP): 1977-1984. Doctor en Medicina por la Universidad Peruana Cayetano Heredia y miembro de la Academia Nacional de Medicina; profesor principal de la UDEP en el área de Ciencias Biomédicas. Ha desempeñado diversos cargos asistenciales, académicos y de dirección universitaria: en Proyección Social, Dirección de Asuntos Estudiantiles y Bienestar Universitario; como Secretario del Consejo Superior, director de Intercambio, Información y Extensión Universitaria y director del Área Departamental de Ciencias Biomédicas. 
Su desempeño prioritario académico y profesional es en campos relativos a la Ciencia biomédica, Teoría de la organización y planeación universitaria y a la Medicina y desarrollo social.